# Szlomo Kornblum
Szlomo Kornblum (ur. 1894 w Powązkach, zm. 1943 w Poniatowej) – polski pisarz i dziennikarz pochodzenia żydowskiego piszący w języku jidysz.

## Życiorys
Pochodził z rodziny wielodzietnej. Był synem Izaaka i Miriam, których był najmłodszym dzieckiem. Prawdopodobnie w 1921 poślubił Menuchę z domu Zamość. W 1926 w Paryżu urodził się ich syn Wacław Kornblum, zaś w grudniu 1929 zmarła Menucha. Po śmierci żony powrócił do Polski, gdzie w 1930 poślubił przedszkolankę Lonię Mileband, a w 1932 urodził się ich syn Ber. Rodzina Kornblumów mieszkała w Warszawie i wychowywała także siostrzenicę Loni, Esterę. Kornblumowie należeli do Bundu, zaś głównym źródłem utrzymania rodziny była prowadzona przez Szlomo pracownia i sklep wyrobów galanterii skórzanej przy ul. Pańskiej 17.
W okresie międzywojennym pisał książki w języku jidysz, a także do prasy żydowskiej w tym głównie do Fołksztyme. Jego dorobek, zdigitalizowany w Wilnie, jest w YIVO w Nowym Jorku.
W trakcie okupacji niemieckiej wraz z rodziną znalazł się w getcie warszawskim, gdzie pracował szopie krawieckim Oszmana przy ul. Ogrodowej, a następnie w szopie rymarskim przy ul. Niskiej. W trakcie pobytu w getcie dwukrotnie uniknął między innymi deportacji z Umschlagplatzu do obozu zagłady. Po wywiezieniu jego żony i Estery do Treblinki zorganizował schronienie swoim synom po tzw. aryjskiej stronie.
Zginął w Poniatowej w 1943.